# Mason Grimes
Mason Douglas Grimes (Castro Valley, 21 ottobre 1992) è un ex calciatore statunitense di Guam, di ruolo difensore.

## Carriera

### Club
Ha giocato nella terza divisione nordamericana (statunitense).

### Nazionale
Tra il 2014 e il 2016, ha giocato 17 partite con la nazionale guamana, otto delle quali in partite di qualificazioni ai Mondiali.